# Свиноуйсьценский маяк
Свиноуйсьценский маяк (пол. Latarnia morska Świnoujście) — маяк в Свиноуйсьце. Известен также как Свинемюндский по немецкому названию города.
Высота сооружения — 64,8 м, это пятнадцатый по высоте «традиционный» маяк в мире и высочайший в Польше. Также это самый высокий кирпичный маяк в мире. Высота маяка над уровнем моря — 68 м.
Первоначально на этом месте маяк построен в 1828 году, современное сооружение возведено в 1854-1857 гг. В 1945 году при отступлении германские войска разрушили часть башни, которая была восстановлена лишь к 1959 году. В 1998 году маяк был закрыт на реконструкцию, возобновив работу лишь 5 августа 2000 года.
В настоящее время маяк горит 5 секунд и гаснет на одну секунду. Свет виден на 46 км.